# Équipe d'Algérie de football en 1991
L'équipe d'Algérie de football participe lors de cette année à la Coupe afro-asiatique des nations. L'équipe d'Algérie est entraînée par Abdelhamid Kermali.

## Les matchs
| Date              | Stade, Ville, Pays                         | Adversaire | Score          | Comp | Buteurs algériens              |
| 15 février 1991   | Stade Léopold-Sédar-Senghor Dakar, Sénégal | Cameroun   | 0 - 0 6 - 5tab | A    |                                |
| 17 février 1991   | Stade Léopold-Sédar-Senghor Dakar, Sénégal | Sénégal    | 2 - 2 3 - 1tab | A    | Djahnit 64e, Rahim 68e         |
| 5 mars 1991       | Stade du 19-Mai-1956 Annaba, Algérie       | Tunisie    | 2 - 1          | A    | Rahim 51e, Bounaas 76e         |
| 3 avril 1991      | Stade du 19-Mai-1956 Annaba, Algérie       | Maroc      | 2 - 2          | A    | Lounici 50e, Serrar 67e (pen.) |
| 7 avril 1991      | Stade olympique d'El Menzah Tunis, Tunisie | Tunisie    | 0 - 0          | A    |                                |
| 27 septembre 1991 | Stade Azadi Téhéran, Iran                  | Iran       | 2 - 1          | CAA  | Tarek Lazizi 23e               |
| 13 octobre 1991   | Stade du 5-Juillet-1962 Alger, Algérie     | Iran       | 1 - 0          | CAA  | Benhalima 78e                  |
| 16 décembre 1991  | Stade du 5-Juillet-1962 Alger, Algérie     | Sénégal    | 3 - 1          | A    | Tasfaout 18e 43e, Haraoui 36e  |
| 26 décembre 1991  | Stade Mohammed-V Casablanca, Maroc         | Maroc      | 1 - 1          | A    | Bouiche 65e                    |

Légende: A : Match amical / CAA : Coupe afro-asiatique des nations

### Bilan
| Rang | Équipe  | Pts | J | G | N | P | Bp | Bc | Diff |
| ---- | ------- | --- | - | - | - | - | -- | -- | ---- |
| #    | Algérie | 14  | 9 | 3 | 5 | 1 | 12 | 9  | +3   |

## Match disputé
| Entraîneur : |
| Ali Parvin \ |

| Entraîneur :       |
| Abdelhamid Kermali |

| Entraîneur : |
| Ali Parvin \ |

| Entraîneur :       |
| Abdelhamid Kermali |

| Entraîneur :       |
| Abdelhamid Kermali |

| Entraîneur : |
| Ali Parvin   |

| Entraîneur :       |
| Abdelhamid Kermali |

| Entraîneur : |
| Ali Parvin   |